# Team Sunweb/2020
Deze pagina geeft een overzicht van de Team Sunweb-wielerploeg in 2020.

## Algemeen
Algemeen manager: Iwan Spekenbrink
Teammanager: Rudi Kemna
Ploegleiders: Roy Curvers, Sebastian Deckert, Camiel Denis, Michiel Elijzen, Gerben Heidstra, Bennie Lambregts, Marc Reef, Arjan Ribbers, Luke Roberts, Brian Stephens, Albert Timmer, Hans Timmermans, Ben Widdershoven, Matthew Winston
Fietsmerk: Cervélo

## Renners
| Naam                   | Geboortedatum | Nationaliteit       | Ploeg 2019              |
| ---------------------- | ------------- | ------------------- | ----------------------- |
| Thymen Arensman*       | 04-12-1999    | Nederland           | SEG Racing Academy      |
| Nikias Arndt           | 18-11-1991    | Duitsland           |                         |
| Tiesj Benoot           | 11-03-1994    | België              | Lotto Soudal            |
| Cees Bol               | 27-07-1995    | Nederland           |                         |
| Alberto Dainese        | 25-03-1998    | Italië              | SEG Racing Academy      |
| Nico Denz              | 15-02-1994    | Duitsland           | AG2R La Mondiale        |
| Mark Donovan           | 03-04-1999    | Verenigd Koninkrijk | Wiggins Le Col          |
| Nils Eekhoff           | 23-01-1998    | Nederland           | Development Team Sunweb |
| Felix Gall             | 27-02-1998    | Oostenrijk          | Development Team Sunweb |
| Chad Haga              | 26-08-1988    | Verenigde Staten    |                         |
| Chris Hamilton         | 18-05-1995    | Australië           |                         |
| Jai Hindley            | 05-05-1996    | Australië           |                         |
| Marc Hirschi           | 24-08-1998    | Zwitserland         |                         |
| Max Kanter             | 22-10-1997    | Duitsland           |                         |
| Wilco Kelderman        | 25-03-1991    | Nederland           |                         |
| Asbjørn Kragh Andersen | 09-04-1992    | Denemarken          |                         |
| Søren Kragh Andersen   | 10-08-1994    | Denemarken          |                         |
| Michael Matthews       | 26-09-1990    | Australië           |                         |
| Joris Nieuwenhuis      | 11-02-1996    | Nederland           |                         |
| Sam Oomen              | 15-08-1995    | Nederland           |                         |
| Casper Pedersen        | 15-03-1996    | Denemarken          |                         |
| Robert Power           | 11-05-1995    | Australië           |                         |
| Nicolas Roche          | 03-07-1984    | Ierland             |                         |
| Martin Salmon          | 29-10-1997    | Duitsland           | Development Team Sunweb |
| Michael Storer         | 28-02-1997    | Australië           |                         |
| Florian Stork          | 27-04-1997    | Duitsland           | Development Team Sunweb |
| Jasha Sütterlin        | 04-11-1992    | Duitsland           | Movistar Team           |
| Martijn Tusveld        | 09-09-1993    | Nederland           |                         |
| Ilan Van Wilder        | 14-05-2000    | België              | -                       |

* per 1 juli 2020

### Vertrokken
| Naam                | Geboortedatum | Nationaliteit | Ploeg 2020          |
| ------------------- | ------------- | ------------- | ------------------- |
| Jan Bakelants       | 14-02-1986    | België        | Circus-Wanty-Gobert |
| Roy Curvers         | 27-12-1979    | Nederland     | gestopt             |
| Tom Dumoulin        | 11-11-1990    | Nederland     | Team Jumbo-Visma    |
| Johannes Fröhlinger | 09-06-1985    | Duitsland     | gestopt             |
| Lennard Kämna       | 09-09-1996    | Duitsland     | BORA-hansgrohe      |
| Louis Vervaeke      | 06-10-1993    | België        | Alpecin-Fenix       |
| Max Walscheid       | 13-06-1993    | Duitsland     | NTT Pro Cycling     |

## Overwinningen
| Herald Sun Tour 1e etappe: Alberto Dainese 2e etappe: Jai Hindley 4e etappe: Jai Hindley Eindklassement: Jai Hindley Bergklassement: Jai Hindley Ploegenklassement: *1) Ronde van de Algarve 3e etappe: Cees Bol Parijs-Nice 4e etappe (ITT): Søren Kragh Andersen 6e etappe: Tiesj Benoot Puntenklassement: Tiesj Benoot Ploegenklassement: *2) Ronde van de Limousin Bergklassement: Martin Salmon Bretagne Classic Michael Matthews | Ronde van Frankrijk 12e etappe: Marc Hirschi 14e etappe: Søren Kragh Andersen 19e etappe: Søren Kragh Andersen Tirreno-Adriatico Ploegenklassement: *3) Ronde van Slowakije 2e etappe: Nico Denz Waalse Pijl Marc Hirschi BinckBank Tour 4e etappe: Søren Kragh Andersen Parijs-Tours Casper Pedersen Ronde van Italië 18e etappe: Jai Hindley |  |

*1) Ploeg Herald Sun Tour: A. Kragh Andersen, Dainese, Hindley, Kanter, Power, Storer, Stork
*2) Ploeg Parijs-Nice: Arndt, Benoot, Bol, Denz, Eekhoff, Hamilton, S. Kragh Andersen, Matthews
*3) Ploeg Tirreno-Adriatico: Dainese, Hamilton, Hindley, Kelderman, Matthews, Oomen, Tusveld
Mannen: 1999 · 2000 · 2001 · 2002 · 2003 · 2004 · 2005 · 2006 · 2007 · 2008 · 2009 · 2010 · 2011 · 2012 · 2013 · 2014 · 2015 · 2016 · 2017 · 2018 · 2019 · 2020 · 2021 · 2022 · 2023 · 2024 · 2025
Vrouwen: 2011 · 2012 · 2013 · 2014 · 2015 · 2016 · 2017 · 2018 · 2019 · 2020 · 2021 · 2022 · 2023 · 2024 · 2025
AG2R-La Mondiale · Astana Pro Team · Bahrain McLaren · BORA-hansgrohe · CCC Team ·  Cofidis, Solutions Crédits · Deceuninck–Quick-Step · EF Education First · Groupama-FDJ · Israel Start-Up Nation · Lotto Soudal · Mitchelton-Scott · Movistar Team ·  NTT Pro Cycling · Team INEOS · Team Jumbo-Visma · Team Sunweb · Trek-Segafredo · UAE Team Emirates